# Valentina Diouf
Valentina Diouf (Milano, 10 gennaio 1993) è una pallavolista italiana, opposto della UYBA.

## Carriera

### Club
Valentina Diouf, nata da padre senegalese e madre italiana, comincia a giocare a pallavolo fin da giovanissima ed inizia la sua carriera da professionista nella stagione 2009-10, partecipando al campionato di Serie A2, con la squadra della federazione italiana del Club Italia.
Nella stagione 2011-12, viene ingaggiata dal Volley Bergamo, dove resta per tre annate, disputando il suo primo campionato di Serie A1, con la quale vince la Supercoppa italiana.
Nella stagione 2014-15 viene ceduta in prestito al Busto Arsizio, mentre nella stagione successiva è definitivamente acquistata dalla LJ Volley di Modena, sempre in Serie A1: nell'annata 2016-17 è nuovamente al club di Busto Arsizio, in seguito rinominato UYBA, con cui raggiunge la finale in Coppa CEV 2016-17, venendo premiata come MVP.
Per il campionato 2018-19 si trasferisce in Brasile, vestendo la maglia del Bauru, in Superliga Série A, con cui si aggiudica il Campionato paulista 2018, mentre in quello seguente disputa la V-League coreana con il KGC Ginseng.
Rientra in Italia nella stagione 2021-22, accasandosi alla Wealth Planet Perugia, in Serie A1: tuttavia nel gennaio 2022 rescinde il contratto con la squadra umbra, per concludere poi il resto dell'annata con le polacche del ŁKS, in Liga Siatkówki Kobiet con le quali, nella stagione successiva, vince lo scudetto.
Nella stagione 2024-25 firma per il Mulhouse, nella Ligue A francese: a campionato in corso però il contratto viene rescisso. Rientra in campo per l'annata 2025-26 difendendo nuovamente i colori della UYBA, in Serie A1.

### Nazionale
Nel 2009, con la nazionale italiana under 18 si aggiudica la medaglia di bronzo al campionato europeo, mentre l'anno seguente con quella under 19 vince l'oro al campionato europeo di categoria e nel 2011 con la selezione under 20 l'oro al campionato mondiale under 20.
Nel 2013 ottiene le prime convocazioni in nazionale, con la quale, nello stesso anno, vince la medaglia d'oro ai XVI Giochi del Mediterraneo.

## Palmarès

### Club
- Campionato polacco: 1

2022-23
- Supercoppa italiana: 1

2011
- Campionato Paulista: 1

2018

### Nazionale (competizioni minori)
- Campionato europeo under 18 2009
- Campionato europeo under 19 2010
- Campionato mondiale under 20 2011
- Giochi del Mediterraneo 2013

### Premi individuali
- 2014 - Supercoppa italiana: MVP
- 2015 - Champions League: Miglior opposto
- 2017 - Coppa CEV: MVP